# Edward Boyé
Edward Boyé (ur. 9 maja 1897 w Warszawie, zm. 11 sierpnia 1943 tamże) – polski tłumacz, poeta i krytyk literacki.

## Życiorys
Założyciel polskiej gałęzi rodu - Wilhelm - przybył na ziemie polskie z miejscowości Perleberg w Brandenburgii w pierwszej połowie XIX w. Tutaj ożenił się z Polką – Katarzyną z d. Strzelecką. Był młynarzem, ale prawdopodobnie oprócz prowadzenia młyna, zajmował się także sprzedażą wytwarzanej przez siebie mąki. Z czasem się spolonizował. Jego potomkowie również zajmowali się młynarstwem, znacznie rozszerzając działalność. Rodzina należała do Kościoła Ewangelicko-Augsburskiego.
Rodzicami Edwarda byli Wilhelm Karol i Jadwiga Emilia z d. Eberlein. Ojciec był kupcem, miał sklep w Warszawie przy ul. Nowy Świat 45 – magazyn konfekcji męskiej i damskiej. Sprzedawał także porcelanę, wyroby skórzane i perfumeryjne. Był również właścicielem fabryczki rękawiczek. Zmarł, gdy Edward miał trzy lata.
Po zakończeniu pierwszych etapów edukacji Edward podjął studia i został absolwentem Uniwersytetu Jagiellońskigo w Krakowie. Uzyskał także stopień  doktora filozofii.
Redagował miesięcznik „Pro Arte et Studio” przez pierwszych kilkanaście miesięcy jego istnienia. Zamieszczał w nim również swoje teksty. Publikował też w piśmie „Skamander”. 10 stycznia 1937 otrzymał nagrodę PEN Clubu za działalność przekładową dla tłumacza polskiego. Wyróżnienie dotyczyło przekładów literatury włoskiej i hiszpańskiej.
Został sportretowany jako Bove w powieści Zbigniewa Uniłowskiego Wspólny pokój wraz z drugą żoną. Jej postać została przedstawiona w dość niekorzystnym świetle.

### Małżeństwa
Był dwukrotnie żonaty. Na temat pierwszej żony – Anny Dytel – brak informacji poza tą, że była  siostrą poety Zdzisława Dytla, jego kolegi z redakcji „Pro Arte et Studio”. Prawdopodobnie para się rozwiodła. Drugą żoną została Wanda Odolska, która po II wojnie światowej zyskała niechlubną sławę jako radiowa i prasowa piewczyni stalinizmu.

## Wybrana twórczość
- Sandał skrzydlaty, wyd. Spółka Wydawnicza „Vita Nuova”, 1921 - tomik poezji
- U kolebki modernizmu – estetyczne poglądy na łamach krakowskiego „Życia”, wyd. Krakowska Spółka Wydawnicza, 1922
- Wielkie kurtyzany renesansowe, wyd. Towarzystwo Wydawnicze „Rój”, 1933

### Przekłady
- Jak Nanna córeczkę swą Pippę na kurtyzanę kształciła, aut. Pietro Aretino, wyd. pol. 1923
- Mgła, aut. Miguel de Unamuno, wyd. pol. 1926
- Dekameron, aut. Giovanni Boccaccio
- Przedziwny hidalgo don Kichot z Manczy, aut. Miguel de Cervantes, wyd. pol. 1932
- Żywoty kurtyzan, aut. Pietro Aretino
- O łajdactwach męskich, aut. Pietro Aretino
- Życie snem, aut. Pedro Calderón de la Barca
- Mgła, aut. Miguel de Unamuno
- Dyktator współczesnej Portugalii – Salazar, aut. Antonio Ferro
- Mandragora, aut. Niccolò Machiavelli
- Sługa dwóch panów, aut. Carlo Goldoni
- Serce, aut. Edmund De Amicis, wyd. pol. 1936